# Partit Nacional del Poble
El Partit Nacional del Poble (PNP) (en anglès: People's National Party) és un partit socialista democràtic, socialdemòcrata i socioliberal de Jamaica, fundat per Norman Manley, en l'any 1938. És el partit més antic del Carib anglòfon, i un dels dos partits principals a Jamaica. És considerat com un partit situat més cap a l'esquerra que el seu tradicional rival, el Partit Laborista Jamaicà (JLP), que avui dia és de centre-esquerra. El partit va tenir majoria parlamentària en dues ocasions: primerament entre 1972 i 1980, i novament entre 1989 i 2007. És membre de la Internacional Socialista.
El PNP va perdre les primeres eleccions democràtiques del país, l'any 1944, guanyant solament 4 dels 32 escons del Parlament. Va arribar al poder en l'any 1955 i va governar fins a la independència del país l'any 1962. Aquest any, va ser derrotat pel seu tradicional rival, el JLP. Durant el seu període de Govern, el PNP va promoure activament les reformes socialdemòcrates, incloent l'educació secundària, amb la creació de diversos col·legis, per a molts infants de l'illa, 10 anys després, amb el lideratge de Michael Manley, que era fill del fundador del partit polític, el PNP va tornar al poder.
L'any 1980 va tornar a perdre, després d'anys d'inflació i desocupació. El partit va boicotejar les eleccions de 1983, i va estar 5 anys sense representació parlamentària. L'any 1989, el PNP va tornar al poder, sota el lideratge de Manley, que es va retirar de la política en 1992. Va ser reemplaçat per Percival James Patterson, que va portar al partit a guanyar les eleccions de 1993, 1997, i 2003. En les eleccions del 16 d'octubre de 2002, el PNP va aconseguir el 52,2% dels vots, contant així amb 34 dels 60 escons del Parlament. El 26 de febrer de 2006, Portia Simpson-Miller va ser escollida com a presidenta del partit, i va esdevenir Primer ministre de Jamaica.